# Serata mondiale
Serata mondiale è stato un programma televisivo italiano di genere varietà a tema sportivo, andato in onda su Rai 1 nell'estate 1994 durante i Mondiali di calcio negli Stati Uniti. La conduzione era affidata ad Alba Parietti e Valeria Marini, con la partecipazione di Fabrizio Maffei per la parte giornalistica.

## Il programma
La trasmissione era un varietà tematico sui Mondiali di calcio in corso di svolgimento negli Stati Uniti, in essa si alternavano analisi delle partite di calcio appena disputatesi o ancora in programma, interviste a vari ospiti e opinionisti, ma vi erano anche diversi momenti di varietà con balletti e intrattenimento musicale.
Organizzato con la collaborazione della TGS, la Testata Giornalistica Sportiva Rai, il programma ebbe avvio il 18 giugno 1994 e si concluse il 16 luglio successivo, per un totale di 13 puntate. Andava in onda in diretta dallo studio Nomentano 3 di Roma in prima e in seconda serata: generalmente iniziava alle ore 20:40 subito dopo il TG1 e proseguiva fino all'inizio del match calcistico delle ore 21:45, poi al termine della partita la trasmissione riprendeva per i vari commenti finali di quanto era accaduto.
Fra i numerosi ospiti intervenuti nel corso delle varie serate vi furono Pippo Baudo, Enrico Mentana, Franco Causio, Stefano Eranio, Giobbe Covatta, Franco Scoglio, Sandro Curzi, Nino Frassica, Azeglio Vicini, Nino Benvenuti, Nicola Pietrangeli, Loredana Bertè e Amii Stewart.
Le coreografie del programma, interpretate principalmente dalla Marini assieme a un gruppo di ballerini, e in parte dalla Parietti, erano curate dal coreografo statunitense Russell Russell.